# كاستل روكيرو
كاستل روكيرو (بالإيطالية: Castel Rocchero)‏ هي بلدة وبلدية في مقاطعة أستي في إقليم بييمونتي في جنوب إيطاليا.

## السكان
في سنة 1861 بلغ عدد السكان 617 نسمة، وتطور العدد ليصل في سنة 2011 لـ 396 نسمة.
يظهر هذا المخطط البياني تطور النمو السكاني لـ كاستل روكيرو